# Кёрмёци, Жужа
Жужа (Сюзи) Кёрмёци (венг. Körmöczy Zsuzsa; 25 августа 1924 — 16 сентября 2006, Будапешт) — венгерская теннисистка и теннисный тренер.
- Вторая ракетка мира по итогам 1958 года
- Победительница чемпионата Франции по теннису 1958 года в женском одиночном разряде; старейшая чемпионка за историю турнира в женском одиночном разряде (33 года)
- Многократная чемпионка Венгрии во всех разрядах
- Первая обладательница титула «спортсменка года в Венгрии» (1958)
- Кавалер Командорского креста ордена Заслуг (1994)
- Член Международного еврейского спортивного зала славы с 2006 года

## Игровая карьера
Жужа Кёрмёци начала играть в теннис в девять лет под руководством тренера Яноша Зейтлера, а в 11 лет, в мае 1936 года, уже пробилась в третий круг национального женского первенства и впервые стала чемпионкой Венгрии среди девочек, продемонстрировав умную тактическую игру. В 1938 году она выиграла турнир в Модене (Италия) и приняла участие в матчах командного Европейского Кубка с итальянками и польками, а в 15 лет, в 1939 году, дебютировала на международном турнире в Монте-Карло, который в дальнейшем ей было суждено выиграть шесть раз. В 1940 году Кёрмёци уже стала чемпионкой Венгрии в женских парах с Илоной Юшитц  и в смешанных парах с Йожефом Ашботом и дошла до финала в одиночном разряде, но затем её спортивную карьеру прервала Вторая мировая война, во время которой ей, как еврейке, приходилось вместо занятий теннисом бороться за выживание.
В послевоенные годы Жужа Кёрмёци заявила о себе как о бесспорном лидере венгерского женского тенниса. С 1945 по 1963 год она шесть раз выигрывала чемпионат Венгрии в одиночном разряде и семь раз в парах. С 1947 года она регулярно выступала в европейских турнирах Большого шлема — чемпионате Франции и Уимблдонском турнире. На Уимблдоне она неоднократно проходила в третий круг и выше, проигрывая лишь соперницам из числа мировой элиты — Ширли Фрай в 1948 году, Маргарет Осборн-Дюпон в 1949 году, Дорис Харт и Дарлин Хард в четвертьфиналах 1953 и 1954 годов. Во Франции она впервые дошла до полуфинала в 31 год, в 1956 году, обыграв в третьем круге Дарлин Хард и затем уступив Анджеле Мортимер. С 1947 года она в общей сложности девять раз включалась в ежегодную десятку сильнейших теннисисток мира в газете Daily Telegraph.
Свои лучшие результаты Кёрмёци показала в 1958 году. В третий раз выиграв турнир в Монте-Карло и получив на вечное хранение его главный приз, Кёрмёци затем в 33 года завоевала главный трофей в карьере. На чемпионате Франции она победила в четвертьфинале будущую двукратную чемпионку Энн Хейдон, а в финале — прошлогоднюю чемпионку, британку Ширли Блумер, став при этом самой возрастной победительницей этого турнира в одиночном разряде, чей рекорд не побит по сей день. После этого она показала также лучший за карьеру результат на Уимблдоне, дойдя до полуфинала, причём это оказался единственный из девяти её международных турниров за сезон, в котором она не добилась победы. По итогам этого года в традиционном рейтинге Daily Telegraph она была поставлена на второе место, уступив только чернокожей американской звезде Алтее Гибсон, и составитель рейтинга Ланс Тингей заметил: «Не думаю, что кто-либо из теннисисток заслуживает второго места больше, чем Кёрмёци». В самой Венгрии Жужа была признана «спортсменкой года». Через год 34-летняя Кёрмёци второй раз подряд добралась до финала чемпионата Франции, но проиграла там ещё одной англичанке Кристин Труман. В 1960 году, в 35 лет, она выиграла чемпионат Италии, в финале победив Энн Хейдон, которая через год взяла реванш в уже четвёртом для Кёрмёци полуфинале чемпионата Франции. В 1963 году, в последний раз выиграв чемпионат Венгрии в одиночном разряде, Жужа успела поучаствовать и в первом появлении сборной Венгрии в Кубке Федерации, где сначала помогла обыграть датчанок, но в полуфинальном матче против сборной Австралии почти всухую проиграла Маргарет Смит.
В парных разрядах на Уимблдоне Кёрмёци неоднократно становилась четвертьфиналисткой. В смешанных парах с Йожефом Ашботом она добивалась этого успеха трижды — в свой дебютный год, когда венгерская пара проиграла посеянным третьими Нэнси Уинн-Болтон и Колину Лонгу, в 1951 году, когда их остановили посеянные первыми Луиза Бро и Эрик Стёрджесс, и в 1953 году; а ещё через два года Кёрмёци побывала в четвертьфинале женского парного турнира с француженкой Сюзанн Шмитт и проиграла там третьей посеянной паре. Во Франции достижения Кёрмёци и Ашбота были ещё более внушительными — венгерская пара в первый же год выступлений дошла до полуфинала.

## Участие в финалах турниров Большого шлема за карьеру (2)

### Одиночный разряд (1+1)
| Результат | Год  | Турнир            | Соперница в финале | Счёт в финале |
| --------- | ---- | ----------------- | ------------------ | ------------- |
| Победа    | 1958 | Чемпионат Франции | Ширли Блумер       | 6-4, 1-6, 6-2 |
| Поражение | 1959 | Чемпионат Франции | Кристин Труман     | 4-6, 5-7      |

## Дальнейшая карьера
Завершив выступления после Уимблдонского турнира 1964 года, Жужа Кёрмёци на протяжении 19 лет возглавляла теннисную секцию в клубе «Вашаш», позже став президентом клуба — пост, который она занимала до 2004 года. Она также была капитаном сборной Венгрии в играх Кубка Федерации. В 1994 году Кёрмёци стала кавалером Командорского креста венгерского ордена Заслуг, а в 2003 году была удостоена специальной награды Олимпийского комитета Венгрии. В 2006 году, в год смерти, этническая еврейка Кёрмёци стала членом Международного еврейского спортивного зала славы. Её дочь, Жужа-младшая, тоже стала теннисным тренером.